# Trentepohlia platyleuca
Trentepohlia platyleuca är en tvåvingeart som beskrevs av Alexander 1936. Trentepohlia platyleuca ingår i släktet Trentepohlia och familjen småharkrankar.
Artens utbredningsområde är Taiwan. Inga underarter finns listade i Catalogue of Life.